# Romain Gasmi
Romain Gasmi (Lyon, Francia, 15 de febrero de 1987), futbolista francés, de origen argelino. Juega de volante y su actual equipo es el BBCU FC de Tailandia. 

## Clubes
| Club              | País       | Año           |
| ----------------- | ---------- | ------------- |
| RC Strasburgo     | Francia    | 2006-2008     |
| Southampton FC    | Inglaterra | 2008-2009     |
| Monts Or Azergues | Francia    | 2010-2011     |
| Bangkok Glass     | Tailandia  | 2013-2016     |
| BBCU FC           | Tailandia  | 2017-presente |